# Enno Lodewijk van Oost-Friesland
Enno Lodewijk van Oost-Friesland (Aurich, 29 oktober 1632 – aldaar, 4 april 1660) was van 1648 tot 1654 graaf en van 1654 tot aan zijn dood vorst van Oost-Friesland. Hij behoorde tot het huis Cirksena.

## Levensloop
Enno Lodewijk was de oudste zoon van graaf Ulrich II van Oost-Friesland uit diens huwelijk met Juliana, dochter van landgraaf Lodewijk V van Hessen-Darmstadt. Na de dood van zijn vader in 1648 werd hij graaf van Oost-Friesland, wegens zijn minderjarigheid de eerste jaren onder het regentschap van zijn moeder.
Hij groeide op in de Republiek der Zeven Verenigde Nederlanden, Frankrijk en het Oude Eedgenootschap en genoot een redelijk dure opleiding. In 1649 werd hij door keizer Ferdinand III benoemd tot erelid van de Rijkshofraad. Hiermee erkende de keizer Enno Lodewijk vroegtijdig als volwassene, waardoor hij dus zelfstandig mocht regeren. Hierdoor kon hij in 1651 zijn moeder Juliana en haar adviseurs opzijschuiven en zelf de regering overnemen. Ook liet hij haar minnaar Johann von Marenholtz, lid van de Geheimraad, ter dood veroordelen en onthoofden.
Enno Lodewijk probeerde zijn rampzalige administratieve en financieel-economische beleid te compenseren door de rijksvorstenstand te ambiëren. In 1654 slaagde hij in zijn ambitie met de hulp van geleerde Hermann Coring en door 15.000 gulden als omkoopgeld te gebruiken. Hij mocht de rijksvorstenstand echter enkel in eigen naam voeren en kreeg ook geen zitje in de Rijksdag. Uiteindelijk kreeg zijn broer George Christiaan in 1662 de erfelijke vorstentitel. 
Hij overleed in april 1660 aan de gevolgen van een jachtongeval, op amper 27-jarige leeftijd. Omdat Enno Lodewijk enkel dochters had, werd hij opgevolgd door zijn broer George Christiaan.

## Huwelijk en nakomelingen
Enno was aanvankelijk verloofd met Henriëtte Catharina van Nassau (1637-1708), dochter van stadhouder Frederik Hendrik van Oranje, maar in 1654 werd de verloving op haar vraag verbroken. Op 7 november 1656 huwde hij uiteindelijk met Justina Sophia van Barby (1636-1677), dochter van graaf Albrecht Frederik van Barby. Ze kregen twee dochters:
- Juliana Louise (1657-1715), huwde in 1700 met pastor Joachim Morgenweck
- Sophia Wilhelmina (1659-1698), huwde in 1695 met hertog Christiaan Ulrich I van Württemberg-Oels